# World Games 2017/Teilnehmer (Irland)
| Gelbes Symbol für Goldmedaillen mit stilisierten Olympischen Ringen | Graues Symbol für Silbermedaillen mit stilisierten Olympischen Ringen | Braundes Symbol für Bronzemedaillen mit stilisierten Olympischen Ringen |
| ------------------------------------------------------------------- | --------------------------------------------------------------------- | ----------------------------------------------------------------------- |
| —                                                                   | —                                                                     | —                                                                       |

Irland nahm in Breslau an den World Games 2017 teil. Die irische Delegation bestand aus 23 Athleten.

## Teilnehmer nach Sportarten

### Billard
| Athleten       | Wettbewerb | Achtelfinale | Achtelfinale | Viertelfinale | Viertelfinale | Halbfinale    | Halbfinale    | Finale / Platz 3 | Finale / Platz 3 | Rang          |
| Athleten       | Wettbewerb | Gegner       | Ergebnis     | Gegner        | Ergebnis      | Gegner        | Ergebnis      | Gegner           | Ergebnis         | Rang          |
| -------------- | ---------- | ------------ | ------------ | ------------- | ------------- | ------------- | ------------- | ---------------- | ---------------- | ------------- |
| Mixed          |            |              |              |               |               |               |               |                  |                  |               |
| Declan Brennan | Snooker    | Wendy Jans   | 3:1          | Ali Carter    | 1:3           | ausgeschieden | ausgeschieden | ausgeschieden    | ausgeschieden    | ausgeschieden |
| Michael Judge  | Snooker    | Ng On Yee    | 3:2          | Kyren Wilson  | 1:3           | ausgeschieden | ausgeschieden | ausgeschieden    | ausgeschieden    | ausgeschieden |

### Tauziehen
| Wettbewerb   | Frauen Indoor 540 kg | Männer Outdoor 700 kg |
| ------------ | --- | --- |
| Athleten     | Lorraine Brady Jennifer Barker Caroline Doyle Anne Doyle Cathy O’Toole Anoinette Gallagher Catherine Delemere Jennifer Connolly Lisa Daly | Seamus Ryan Patrick Hohey Daniel Bruce Gerard Egan Eugene Neary Christopher Egan Damien Naughton David Bradley Christopher Byrne Thomas Fagan John Naughton |
| Gruppenphase | China 0:3 Niederlande 0:3 Chinesisch Taipeh 0:3 Südafrika 0:3 Schweiz 0:3                                                                 | Niederlande 1:1 Deutschland 0:3 Schweden 0:3 Schweiz 3:0 Großbritannien 0:3                                                                                 |
| Halbfinale   | ausgeschieden | ausgeschieden |
| Finale       | ausgeschieden | ausgeschieden |
| Platzierung  | 6 | 6 |

### Wasserski
| Athleten       | Wettbewerb          | Viertelfinale | Viertelfinale | Halbfinale | Halbfinale | Finale   | Finale | Rang |
| Athleten       | Wettbewerb          | Ergebnis      | Rang          | Ergebnis   | Rang       | Ergebnis | Rang   | Rang |
| -------------- | ------------------- | ------------- | ------------- | ---------- | ---------- | -------- | ------ | ---- |
| Männer         |                     |               |               |            |            |          |        |      |
| David O’Caoimh | Wakeboard Freestyle | 57,22         | 2             | 70,78      | 4          | 19,22    | 6      | 6    |